# شوني (فرنسا)
شوني هي بلدة فرنسية تقع في إقليم أن في منطقة أوت دو فرانس شمال فرنسا.